# Carl Sagan
Carl Edward Sagan (Brooklyn (New York), 9 november 1934 – Seattle (Washington), 20 december 1996) was een Amerikaanse astronoom, astrofysicus, kosmoloog, scepticus en wetenschapscommunicator. Hij publiceerde meer dan 600 wetenschappelijke bevindingen en artikelen, en was auteur, coauteur of redacteur van meer dan 20 boeken, met name populair-wetenschappelijke.
Zijn wetenschappelijke bijdragen betreffen vooral de ontdekking van de hoge oppervlaktetemperaturen van Venus, en het onderzoek naar buitenaards leven, waaronder experimentele demonstraties van aminozuren die geproduceerd worden vanuit basischemicaliën door middel van straling. Ook bedacht, ontwikkelde en monteerde hij de eerste (opzettelijke) berichten die de ruimte in zijn gestuurd. In de vorm van de gouden plaat van het pioneerprogramma en de Voyager Golden Record, met de opzet dat een eventuele buitenaardse intelligentie de berichten misschien zal ontvangen en begrijpen.
Sagan was met name bekend als pionier in het populariseren van de wetenschap, door bijvoorbeeld discussieprogramma's en praatshows op de televisie. In de jaren 1970-'90 was hij een van de bekendste televisiepersoonlijkheden in de westerse wereld. Hij verkreeg zijn bekendheid onder het grote publiek vooral door zijn televisieserie Cosmos uit 1980. Die is bekeken door meer dan 500 miljoen mensen wereldwijd, uit meer dan 60 verschillende landen, daarnaast verscheen het gelijknamige en corresponderende boek. 

## Biografie

### Levensloop
Sagans ouders waren liberale joden en daarom niet streng gelovig.
Zijn vader Sam Sagan was een kleermaker die voor de pogroms in het Tsaristische Rusland was gevlucht en hij maakte in zijn nieuwe vaderland hoofdzakelijk uniformen voor het Amerikaanse leger. Zijn moeder Rachel Molly Gruber was huisvrouw. Carl Sagan had ook nog een zuster Carol Sagan. Ze woonden in Brooklyn en de vroegste herinnering van Sagan was het bezoek met zijn ouders aan de Wereldtentoonstelling van 1939 in New York een wereldtentoonstelling met als thema 'de wereld van morgen'. Dit maakte een diepe indruk op hem en naar eigen zeggen kreeg hij toen interesse in wetenschap en techniek en ging later ook studeren in die richting.
Carl Sagan studeerde in 1960 af in astronomie en astrofysica. Van 1960 tot 1968 doceerde hij aan de Harvard-universiteit en vervolgens, totdat hij overleed, aan de Cornell-universiteit. Hier werd hij de initiatiefnemer voor een onderzoeksgroep die zich ging bezighouden met buitenaards leven en hoe daarmee in contact te komen. Dit groeide later uit tot de (hoofdzakelijk theoretische) wetenschap der astrobiologie en het onderzoeksprogramma SETI.
Sagan werkte ook voor het befaamde Jet Propulsion Laboratory (JPL) te Pasadena bij de ontwerpfase van de reeksen interplanetaire sondes en landingsvaartuigen Mariner, Pioneer, Voyager en Viking en was daar ook een van de belangrijkste initiatiefnemers van ruimtemissies. Hij leverde het idee een niet wijzigbare en universele boodschap mee te nemen op interplanetaire sondes die begrepen zou kunnen worden door elk vorm van buitenaardse intelligentie. Hij werd benoemd tot voorzitter van de commissies die de Gouden Plaat bevestigde aan de Pioneer 10 en 11, ontwierp en verfijnde dit idee tot de Voyager Golden Record die met de Voyager 1 en 2 in de ruimte werden gebracht.
Ook was Sagan een van de eersten die een studie maakten van de klimatologische gevolgen van een kernoorlog en introduceerde hiermee het begrip nucleaire winter.
Op 10 december 1985 legde hij tijdens een hoorzitting van het Amerikaans congres uit wat "broeikaseffect" is en dat de mensheid door de uitstoot van broeikasgassen (o.a. CO2) de atmosfeer dermate aan het wijzigen was dat, bij ongewijzigd beleid, volgende generaties hierdoor met een heel groot klimaatprobleem werden opgezadeld. Hij pleitte voor alternatieve energiebronnen, internationale samenwerking en verder onderzoek.
Sagan zag als een van zijn belangrijkste taken het vechten tegen bijgeloof, volgens hem vertegenwoordigd in de vorm van de geïnstitutionaliseerde wereldgodsdiensten en nieuwe pseudoreligies als new age en 'alternatieve wetenschappen'. Een van zijn bekende uitspraken in dezen was: "Uitzonderlijke claims vereisen ook uitzonderlijk bewijzen". Ook was hij tegen het creationisme dat nog steeds veel invloed heeft in de VS (vooral onder de vele streng gelovige Amerikanen in de zogenaamde 'Biblebelt') en een propagator van de evolutietheorie. Hij was atheïst volgens zijn critici, maar anderen vermelden dat hij meer een 'zoeker' was en dat de term agnost juister is. Hij was een van de medeoprichters van het Committee for the Scientific Investigation of Claims of the Paranormal, uitgegroeid tot een internationale vereniging van sceptici, die ook in België en Nederland een afdeling heeft.
Sagan werd geëerd met talrijke wetenschappelijke en publieke onderscheidingen.
In romanvorm publiceerde hij zijn visie op mens en kosmos in de bestseller Contact (1985), die in 1997 verfilmd werd met Jodie Foster in de hoofdrol. Zie Contact (film).
Carl Sagan stierf op 62-jarige leeftijd aan een longontsteking als complicatie bij een zeldzame bloedziekte (myelodysplasie) waar hij al enkele jaren aan leed en die zijn immuunsysteem grotendeels had aangetast.

### Echtgenotes en kinderen
Carl Sagan trouwde drie keer en was vader van vijf kinderen. Zijn eerste huwelijk was met de biologe Lynn Margulis, daarna trouwde hij met de kunstenares  Linda Salzman, die in 1972 de man- en vrouwfiguur tekende voor de gouden plaat die meeging met de Pioneersondes, en zijn derde huwelijk was met de auteur Ann Druyan, aan wie hij zijn boek Cosmos opdroeg.

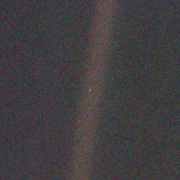
Toen de Voyager 1 zes miljard kilometer van de aarde verwijderd was stelde Sagan de NASA voor om de sonde terug te laten kijken en foto's te laten maken van elke planeet, waaronder de aarde. Dit voorstel werd vreemd gevonden omdat op die afstand de aarde niet veel meer is dan een heldere stip ter grootte van een pixel, maar Sagan besefte de iconische waarde van een dergelijke foto, die bekend is geworden als de Pale Blue Dot.

## Kritiek
Hoewel hij ageerde tegen bijgeloof en onwetenschappelijke methodes overtrad Sagan door zijn populaire en aansprekende benadering de grenzen van echte wetenschap zelf ook regelmatig, vooral als hij buiten zijn eigen vakgebied, de astronomie, opereerde. Er werd bijvoorbeeld vanuit de wetenschappelijke wereld kritiek geuit op zijn rol in de publiciteitscampagne rond de nucleaire winter, de klimaatverandering die zou kunnen ontstaan na een kernoorlog. Hoewel sommigen de effecten en omvang van zo'n klimaatverandering wetenschappelijk gezien hoogst onzeker vonden, was Sagan overtuigd van de gevolgen, en verkondigde die vrijuit.
Zo voorspelde hij in 1991 dat de oliebranden in Koeweit tijdens de Golfoorlog van 1990-1991 voor een zomerloos jaar zouden zorgen (zoals in 1816), wat niet gebeurde.

## Onderscheidingen
Carl Sagan werd geëerd met diverse onderscheidingen voor zijn wetenschappelijke en populairwetenschappelijke werk: 
- Apollo Achievement Award - National Aeronautics and Space Administration
- Chicken Little Honorable Mention - 1991 - National Anxiety Center
- Distinguished Public Service - National Aeronautics and Space Administration
- Emmy Award - Outstanding individual achievement - 1981 - televisieserie Cosmos
- Exceptional Scientific Achievement Medal - National Aeronautics and Space Administration
- Helen Caldicott Leadership Award - Women's Action for Nuclear Disarmament
- Homer Award - 1997 - Contact
- Hugo Award - 1998 - Contact
- Hugo Award - 1981 - Cosmos
- Hugo Award - 1997 - The Demon-Haunted World
- In Praise of Reason Award - 1987 - Committee for the Scientific Investigation of Claims of the Paranormal (Amerikaanse Sceptici)
- Isaac Asimov Award - 1994 - Committee for the Scientific Investigation of Claims of the Paranormal
- John F. Kennedy Astronautics Award - American Astronautical Society
- John W. Campbell Memorial Award - 1974 - The Cosmic Connection
- Klumpke-Roberts Award of the Astronomical Society of the Pacific - 1974
- Konstantin Tsiolkovsky Medal - Soviet Cosmonauts Federation
- Locus Poll Award 1986 - Contact
- Lowell Thomas Award - Explorers Club - 75th Anniversary
- Masursky Award - 1991 - American Astronomical Society
- Peabody - 1980 - PBS series Cosmos
- Public Welfare Medal - 1994 - National Academy of Sciences
- Pulitzer Prize for Literature - 1978 - The Dragons of Eden
- SF Chronicle Award - 1998 - Contact
- Carl Sagan Memorial Award - Vernoemd ter ere van Sagan

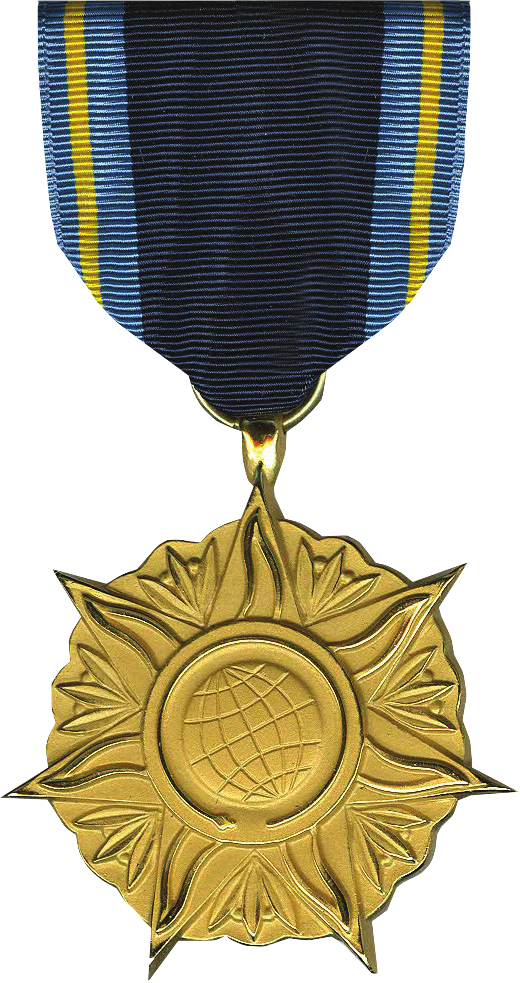
NASA Distinguished Public Service Medal